# Зураб Адеїшвілі
Зураб Шалвович Адеїшвілі (груз. ზურაბ ადეიშვილი; нар. 27 липня 1972) — грузинський юрист і політичний діяч.

## Біографія
- У 1994 р. закінчив юридичний факультет Тбіліського державного університету (ТГУ), у 1999 р. — юридичний факультет Гронінгенського королівського університету.
- У 1996–1998 р. — провідний спеціаліст апарату юридичного комітету Парламенту Грузії.
- У 1998–1999 рр.. працював юристом у приватній юридичній компанії «Окруашвілі і партнери».
- У 1999 р. — виконавчий директор НВО «Асоціації Правової Освіти».
- У 1999–2003 рр.. — депутат Парламенту Грузії від правлячої політичної партії «Союз Громадян Грузії».
- У 1999–2003 рр.. — член Ради Юстиції Грузії, голова парламентського комітету з юридичних питань, законодавству і адміністративної реформи.
- З 2002 р. — один з активних членів Єдиного національного руху.
- Після «революції троянд», в 2003 р. зайняв пост міністра юстиції.
- У 2004 р. призначений міністром державної безпеки, а потім генеральним прокурором.
- Червень 2004 — січень 2008 р. — генеральний прокурор Грузії.
- Січень — жовтень 2008 р. — голова адміністрації президента Грузії.
- 2008–2012 — міністр юстиції Грузії.
- Вересень 2022 — начальник Департаменту міжнародно-правового співробітництва Офісу Генерального прокурора (Україна).